# Endromis asiae-orientis
Endromis asiae-orientis is een vlinder uit de familie van de gevlamde vlinders (Endromidae). De wetenschappelijke naam van de soort is voor het eerst geldig gepubliceerd in 1943 door Georg Warnecke.